# Diogo Coutinho (judoka)
Diogo Coutinho – brazylijski judoka.
Brązowy medalista igrzysk Ameryki Południowej w 2006 i pierwszy w drużynie. Wicemistrz panamerykański w 2006 roku. 